# Фобос (спецподразделение)
Отдел специального назначения «Фобос» (до 1998 года отряд специального назначения «Фобос») — спецподразделение Управления Федеральной службы исполнения наказаний России по Пензенской области.

## История
Отряд специального назначения «Фобос» был образован 28 июня 1991 года как отряд специального назначения СИД и СР УВД Пензенского областного исполкома. Личный состав изначально насчитывал 14 человек. Задачами отряда являются обеспечение безопасности объектов УИС; обеспечение правопорядка и законности в пенитенциарных учреждениях и в следственных изоляторах, обеспечение безопасности сотрудников УИС, осуждённых и содержащихся под стражей лиц, а также всех должностных лиц на территории УИС; ликвидация последствий чрезвычайных обстоятельств и чрезвычайных ситуаций.
Первым командиром отряда «Фобос» был майор внутренней службы Александр Сергеев (1955—1994), удостоенный звания Героя Российской Федерации за освобождение заложников, взятых в Пензе 17 июня 1994 года осуждёнными из ИТК-5 (ныне ЯК-7/5 в Терновке). В ходе схватки майор Сергеев, руководивший группой захвата, был ранен в голову и через 4 дня умер в госпитале от ранений). Отряд участвовал неоднократно в боестолкновениях на Северном Кавказе, отражая нападения исламистских боевиков и ликвидируя их банды. 26 июня 2013 года отряд «Фобос» провёл учения по предотвращению массовых беспорядков в исправительной колонии № 1, успешно выполнив все учебные задания.
Командиром по состоянию на 2020 год являлся полковник внутренней службы Дмитрий Макаричев. 22 мая 2013 года двое бойцов ОСН «Фобос» (Михаил Мисюряев и Игорь Каргин) получили краповые береты по итогам испытаний в Мордовии. Составленная из бойцов УФСИН (в ней был инструктор штурмового отделения «Фобос» Максим Шепелев) команда выступала на чемпионате Европы среди ветеранов спецподразделений, проходившем в Испании, и одержала победу в командном первенстве.